# Potentilla stepposa
Potentilla stepposa es una especie de planta del género Potentilla, perteneciente a la familia Rosaceae.

## Taxonomía
Potentilla stepposa fue descrita por Jiří Soják en 1993.

## Distribución
Se encuentra en el territorio de Mongolia.